# Cattedrale della Salvezza del Popolo
La cattedrale patriarcale della Salvezza del Popolo (in romeno Catedrala Mântuirii Neamului) è una chiesa ortodossa di Bucarest in Romania.

## Storia
La costruzione della chiesa venne stabilita con la legge approvata dal parlamento rumeno il 12 ottobre 2004.
La costruzione è iniziata nel 2010. I lavori sono stati finanziati al 70% dallo Stato. La chiesa è stata inaugurata, benché ancora incompleta, domenica 25 novembre 2018.
Il suo progetto era stato approvato dall'allora re di Romania Carlo I, nel 1884, ma, per via di alcune vicende storiche, tra cui le due guerre mondiali e l’avvento del comunismo, non divenne mai esecutivo.

## Descrizione
La cattedrale è la chiesa ortodossa più grande al mondo, per superficie interna e volume lordo, e con i 120 metri d'altezza dei suoi campanili anche la più alta. Al suo interno è presente l'iconostasi ortodossa più grande al mondo (23,8 m × 17,1 m).